# Hầm Namsan số 3
Đường hầm Namsan số 3 (Tiếng Hàn: 남산3호터널, Hanja: 南山三號-) là một đường hầm ống đôi, bốn làn, dài 1.270m nối liền Yongsan-dong, Seoul, Yongsan-gu, Seoul và Hoehyeon-dong, Jung-gu, Seoul. Nó là một phần của Noksapyeong-daero và được quản lý bởi Tổng công ty quản lý cơ sở vật chất Seoul. Nó đi qua Myeong-dong, Eulji-ro, Namdaemun-ro và Sogong-ro ở phía bắc, và kết nối với Cầu Banpo (Cầu Jamsu) và Central City qua Ga Noksapyeong trên Tàu điện ngầm Seoul tuyến 6 ở phía nam.

## Thu phí
Theo chính sách của Chính quyền thành phố Seoul, 2.000 won được tính là phí tắc nghẽn. Điều này cũng giống như Đường hầm Namsan số 1, vì vậy vui lòng tham khảo văn bản chính.

## Thông tin
- Noksapyeong-daero mà đường hầm đi qua, đi qua Itaewon và Cầu Banpo ở phía nam, Tòa án, Văn phòng Công tố, Ga Seocho trên Tàu điện ngầm Seoul tuyến 2, Trung tâm Nghệ thuật Seoul.
- Nó rất hữu ích khi đi từ khu vực Gangnam đến Ga Seoul, Gwanghwamun, Myeong-dong, Euljiro và Namdaemun.
- Có một trạm thu phí ở đầu phía bắc của đường hầm.
- Nếu bạn muốn tránh thu phí, bạn có thể sử dụng Sowol-ro. Ở đầu phía nam, đi theo hướng Đường hầm Namsan 2, sau đó đi ra qua Sowol-ro 38-gil. Ở đầu phía bắc, bạn có thể sử dụng Sowol-ro từ đầu phía bắc của Sungnyemun về phía Quảng trường Baekbeom và Thư viện Namsan. Bạn phải đi Hoenamu-ro trước Lãnh sự quán Zambia tại Hàn Quốc để đến ngã tư trước Sở Tài chính và Quân đoàn Kế toán trên Noksapyeong-daero.

## Tuyến xe buýt đi qua đường hầm Namsan 3
- Xe buýt Seoul 143
- Xe buýt Seoul 401
- Xe buýt Seoul 406
- Xe buýt Seoul N31
- Xe buýt Seongnam 9007